# 421e régiment d'infanterie
Le 421e régiment d'infanterie (421e RI) est un régiment d'infanterie de l'Armée de terre française constitué en 1915.
Les régiments dont le numéro est supérieur à 400 sont des régiments de marche.

## Création et différentes dénominations
Il a été formé à la date du 15 août 1915, conformément aux dispositions de la dépêche Ministérielle no 10260 1/11 créant la 158e division d’infanterie ; celle-ci comprend pour :
- environ 3/4 de jeunes soldats du contingent de la classe 1916 ;
- environ 1/4 d’anciens soldats active et réserve.
- Son effectif à l'organisation est de 40 officiers et 2670 sous-officiers et hommes du rang.

## Chefs de corps
- du 15 août 1915 au 28 août 1916: lieutenant-colonel César-Jean-Thomas Simoni.

## Première Guerre mondiale

### Affectation
Le 421e est rattaché administrativement au dépôt du 84e division d’infanterie à Hautefort en Dordogne. Ses éléments ont donc été formés comme suit :
- l’état-major du régiment et la compagnies hors rang, par la 12e région ;
- la compagnies de mitrailleuses par la 9e région ;
- les éclaireurs montés (17 chasseurs) par la 9e région ;
- le 1er bataillon par la 12e région ;
- le 2e bataillon par la 9e région ;
- le 3e bataillon par la 17e région.

### Historique

#### 1915
Une fois formé, il reste stationné au camp d'Avord dans le département du Cher.

#### 1916
En février 1916, il est embarqué à destination de la Seine-et-Oise. Il est ensuite déplacé dans l'Oise. En juin, il est envoyé dans la région de Pierrefonds.
Il est dissout le 28 août 1916 en exécution de l'ordre no 11029 du général en chef en date du 14 août 1916 et de la note de service no 700 c/1 du général commandant la 158e division d’infanterie en date du 27 août 1916. Les 1er et 2e bataillons du 421e régiment passent comme 4e bataillon respectivement au 228e et au 224e d’infanterie. La compagnie hors-rang du 421e est répartie de manière à compléter les effectifs de celles des 224e et 228e régiments.
Durant les années qui précèdent la fin du XXe siècle, ses traditions sont gardées par le Centre mobilisateur No 421 (CM 421) implanté au Fort de Romainville.

## Drapeau
Le régiment n'est pas indiqué dans les inscriptions de noms de batailles sur les drapeaux et étendards des corps de troupe de l'armée de terre, du service de santé des armées et du service des essences des armées.

## Sources et bibliographie
- Service historique de la Défense, 26 N 772/8, JMO du 421e régiment d’infanterie numérisé sur le site Mémoire des Hommes.